# 横浜市立中山小学校
横浜市立中山小学校（よこはましりつなかやましょうがっこう）は、神奈川県横浜市緑区にある市立の小学校。

## 沿革

### 経緯
1996年（平成8年）4月1日、横浜市立中山中学校が移転した旧校舎に横浜市立中山第二小学校として開校した。2001年（平成13年）8月31日に、旧横浜市立中山小学校が移転して横浜市立森の台小学校と改称したことに伴い、現校名に改称した。

### 年表
- 1996年（平成8年）4月1日 - 横浜市緑区中山町925番地に横浜市立中山第二小学校として開校。
- 2001年（平成13年）8月31日 - 横浜市立中山小学校に改称。
- 2018年（平成30年） - 住居表示実施に伴い、所在地が横浜市緑区中山四丁目16番1号に変更[1]。

## 教育方針
「豊かなかかわりの中で「生きる力」を身につけます」

## 通学区域
（住居表示実施前）
- 横浜市緑区
  - 上山一丁目
  - 中山町の一部
    - 1番地から328番地、329番地の2から329番地の終わりまで、332番地から339番地、341番地の1、341番地の3から350番地の33、350番地の35から795番地、917番地の1・4・8、919番地、920番地、921番地の2、921番地の7から921番地の10、923番地の1、924番地から終りまで

## 進学先中学校
- 横浜市立中山中学校

## 著名な卒業生
- 中溝雄也 - 元プロ野球選手。2002年卒

## 交通
- JR横浜線中山駅より徒歩15分
  - 中山駅から市バス緑車庫行中山小学校南バス停下車徒歩3分